# Atletismo nos Jogos Pan-Americanos de 2011 - 10000 m masculino
A competição dos 10000 m rasos masculino foi um dos eventos do atletismo nos Jogos Pan-Americanos de 2011, em Guadalajara. Foi disputada no Estádio Telmex de Atletismo no dia 27 de outubro.

## Calendário
Horário local (UTC-6).
| Data          | Horário | Fase  |
| ------------- | ------- | ----- |
| 27 de outubro | 18:20   | Final |

## Medalhistas
| Ouro   | BRA Marílson Gomes dos Santos |
| Prata  | MEX Juan Romero               |
| Bronze | BRA Giovani dos Santos        |

## Recordes
Recordes mundial e pan-americano antes da disputa dos Jogos Pan-Americanos de 2011.
| Tipo                             | Atleta            | Tempo    | Local          | Data                 |
| -------------------------------- | ----------------- | -------- | -------------- | -------------------- |
|                                  | Kenenisa Bekele   | 26:17.53 | Bruxelas       | 26 de agosto de 2005 |
| Recorde dos Jogos Pan-Americanos | José David Galván | 28:08.74 | Rio de Janeiro | 27 de julho de 2007  |

## Resultados

### Final
| Pos.              | Atleta                    | País               | Tempo    |
| ----------------- | ------------------------- | ------------------ | -------- |
| Medalha de ouro   | Marílson Gomes dos Santos | BRA Brasil         | 29:00.64 |
| Medalha de prata  | Juan Romero               | MEX México         | 29:41.00 |
| Medalha de bronze | Giovani dos Santos        | BRA Brasil         | 29:51.71 |
| 4                 | James Strang              | USA Estados Unidos | 29:51.93 |
| 5                 | Ryan Vail                 | USA Estados Unidos | 29:52.04 |
| 6                 | Miguel Barzola            | ARG Argentina      | 30:12.82 |
| 7                 | Raul Machahuay            | PER Peru           | 30:55.05 |
| 8                 | John Tello                | COL Colômbia       | 31:04.32 |
| 9                 | Julio Pérez               | MEX México         | 31:48.49 |
| 10                | Santos Pirir              | GUA Guatemala      | 32:30.64 |
|                   | Jhon Cusi                 | PER Peru           | DNF      |
|                   | Javier Guarín             | COL Colômbia       | DNF      |
|                   | Byron Piedra              | ECU Equador        | DNF      |

Legenda
| Recorde mundial                  | Recorde mundial (World record)               |                       | Recorde africano                      | Recorde africano (African) |                                           | Q | Classificado por posição (Qualified) |
| Recorde dos Jogos Pan-Americanos | Recorde pan-americano (Pan-American record)  | Recorde da América    | Recorde da América (Americas)         | q                          | Classificado por melhor tempo (Qualified) |   |                                      |
| Melhor marca do ano              | Melhor marca do ano (World leading)          | Recorde asiático      | Recorde asiático (Asian)              | DNS                        | Não largou (Did not start)                |   |                                      |
| Recorde nacional                 | Recorde nacional (National record)           | Recorde europeu       | Recorde europeu (European)            | DNF                        | Não terminou (Did not finish)             |   |                                      |
| Recorde pessoal                  | Recorde pessoal do atleta (Personal best)    | Recorde da Oceania    | Recorde da Oceania (Oceania)          | DSQ / DQ                   | Desclassificado (Disqualified)            |   |                                      |
| Recorde da temporada             | Recorde da temporada do atleta (Season best) | Recorde sul-americano | Recorde sul-americano (South America) | NM                         | Sem marca (No mark)                       |   |                                      |